# Kelly Cobbaut
Kelly Cobbaut (Mechelen, 1979) is een Vlaamse zangeres, musicalactrice en choreografe.

## Levensloop
Cobbaut studeerde aan de Oostendse Showbizzschool en debuteerde daarna samen met Karen Damen en Kristel Verbeke als zangeres bij de meidengroep Mascara, het latere K3. Zij verliet de groep echter in 1998 om een musicalopleiding te gaan volgen aan de Hogeschool voor Perfoming Arts in Tilburg waar zij afstudeerde in 2002.
Na haar opleiding was ze te zien als zangeres en danseres in verschillende Vlaamse musicals. Ook deelde ze podia en concertzalen met de grootste nationale en internationale artiesten. 
Vervolgens vertrok ze naar het buitenland als choreografe bij luxueuze hotelketens en vestigde zich in het Spaanse Andalusië. Enkele jaren na de geboorte van haar Spaans-Belgisch zoontje keerde ze terug naar België met de focus op een nieuw project en de beste toekomst samen met haar zoontje 
In 2015 keerde ze onverwachts terug naar Spanje waar ze carrière maakt in de vastgoedsector.